# Mount Rainier nationalpark
Mount Rainier nationalpark ligger i delstaten Washington i USA. Områdets centralpunkt är det glaciärbeklädda berget Mount Rainier på 4392 m över havet. Berget ligger som ensamt berg utan kringliggande höga toppar. Mount Rainier är en aktiv vulkan som hade sitt senaste utbrott för ca 150 år sedan.
I november 2006 fick nationalparken hålla stängt i sex månader på grund av häftigt regnande. Detta ledde till översvämningar som medförde att campingplatser och picknickbord blev bortspolade.